# Mafalda Capela
Mafalda Castel-Branco Borges Capela (Porto, 1977) é uma fotógrafa e arqueóloga portuguesa. 

## Percurso
Licenciou-se em Arqueologia pela Faculdade de Letras da Universidade do Porto, onde completou, em 2007, uma Pós–Graduação em Animação e Mediação Sócio-Cultural. Expõe desde 2001 e em 2005 inicia uma colaboração com o Ciclo “Quintas de Leitura”, do Teatro do Campo Alegre, para cujos espectáculos concebe cenários fotográficos. 
Em 2008 inaugura uma participação regular na Revista Um Café, onde apresenta uma rubrica – Impessoalidades – de carácter sócio-documental. Tem-se dedicado, igualmente, à fotografia de cena em cinema e teatro, fotografia de registo patrimonial e à concepção de capas de livros.
Foi uma das fotógrafas de todo o mundo representadas nos Encontros da Imagem de Braga 09', edição dedicada ao tema "Fronteiras do Género".

## Obras
É co-autora do livro:
- Neófitos, editora Averno, ISBN:0000011480580 [2]